# Bödekerstraße

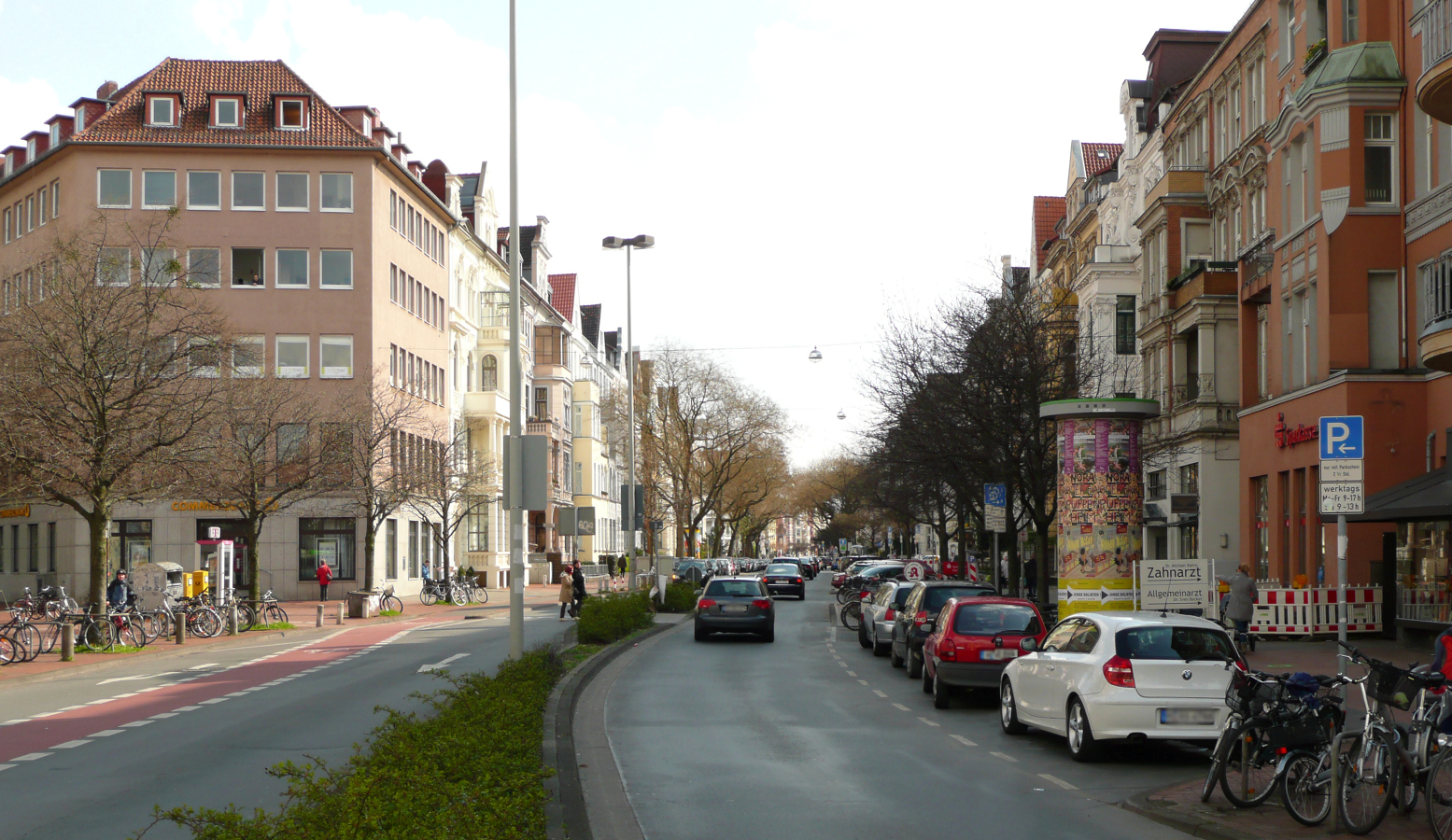
Bödekerstraße vom Lister Platz aus gesehen

Die Bödekerstraße ist eine etwa 1 km lange Straße in Hannover. Sie verläuft  von der Kreuzung zwischen der Hohenzollernstraße und der Heinrichstraße bis zum Lister Platz mit der Lister Meile und verbindet auf diese Weise die Stadtteile Oststadt und List. Sie entstand 1873 und wurde nach dem Pastor und Senior der Marktkirche Hermann Wilhelm Bödeker benannt. Sie wird überwiegend durch Gebäude des Neoklassizismus und Jugendstils geprägt. Das prägendste Bauwerk entlang der Straße ist die 1883 fertiggestellte Dreifaltigkeitskirche, die sich zwischen den Abzweigungen zur Holscherstraße und zur Friesenstraße befindet.

## Verkehr
Die Bödekerstraße ist eine der verkehrsreichsten Straßen der Oststadt und Teil einer Verbindung zwischen den Stadtteilen List und Mitte sowie dem Stadtring, der als Hauptverkehrsstraßenring das Stadtzentrum umschließt. Von 1906 bis in die 1970er Jahre verkehrten auf der Bödekerstraße die zwei Straßenbahnlinien der Üstra. 1976 wurde die Straßenbahnstrecke zwischen dem Lister Platz, der Bödekerstraße und dem Emmichplatz aufgrund der Inbetriebnahme der ersten Stadtbahnlinie abgebaut. Seither verkehren nur noch Buslinien des öffentlichen Personennahverkehrs der Üstra entlang der Bödekerstraße.

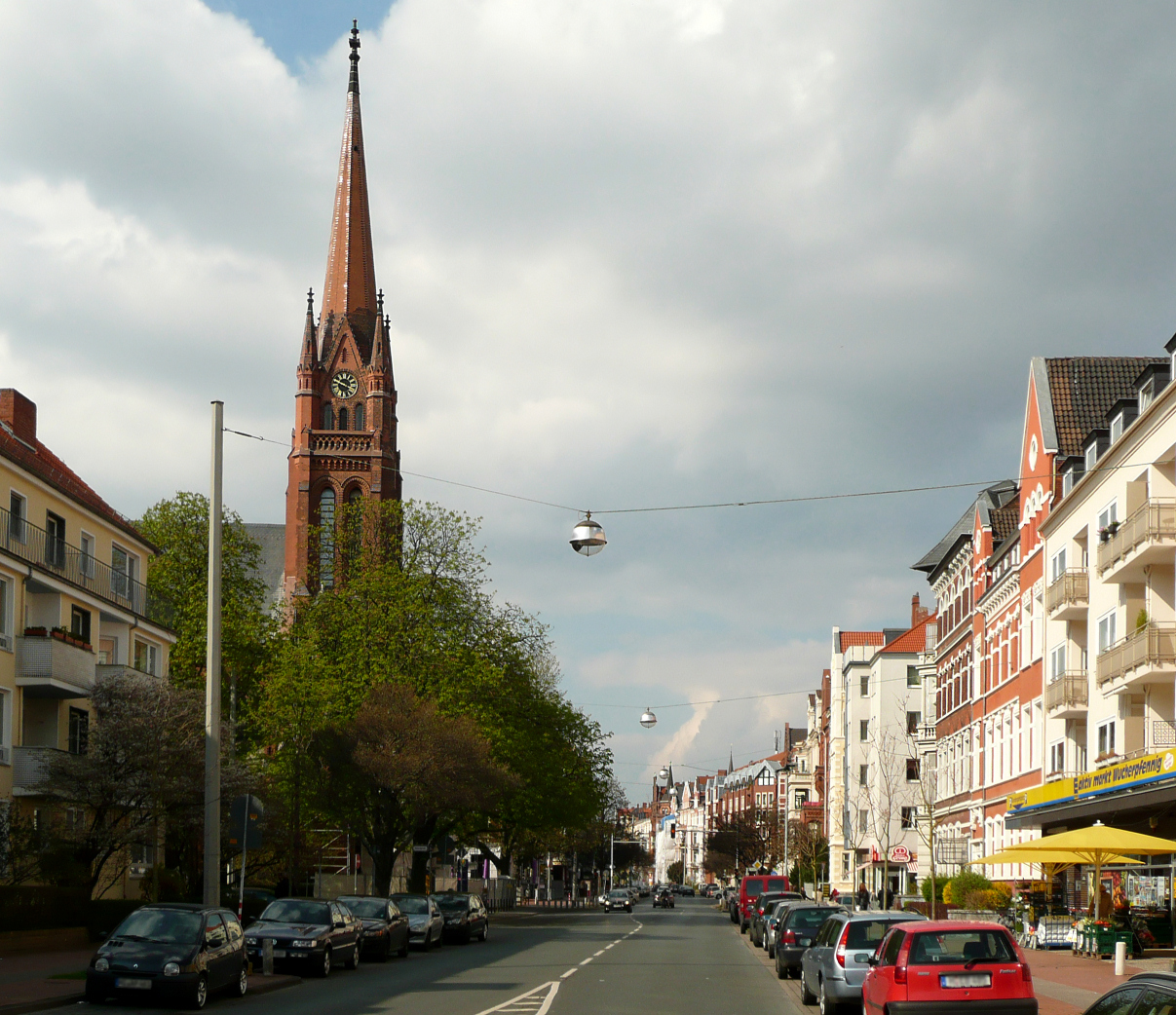
Bödekerstraße mit Dreifaltigkeitskirche
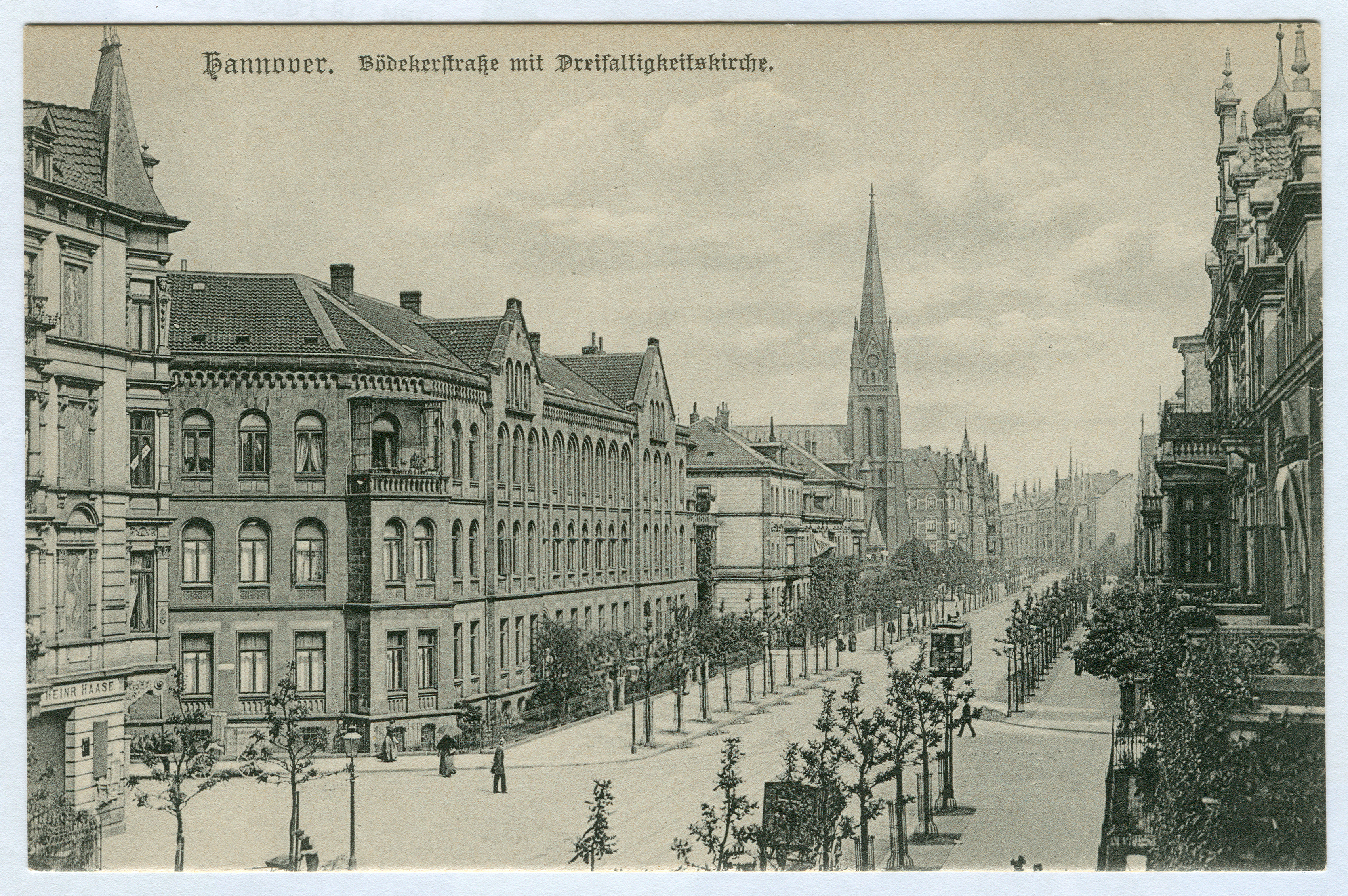
Die Straße um 1898
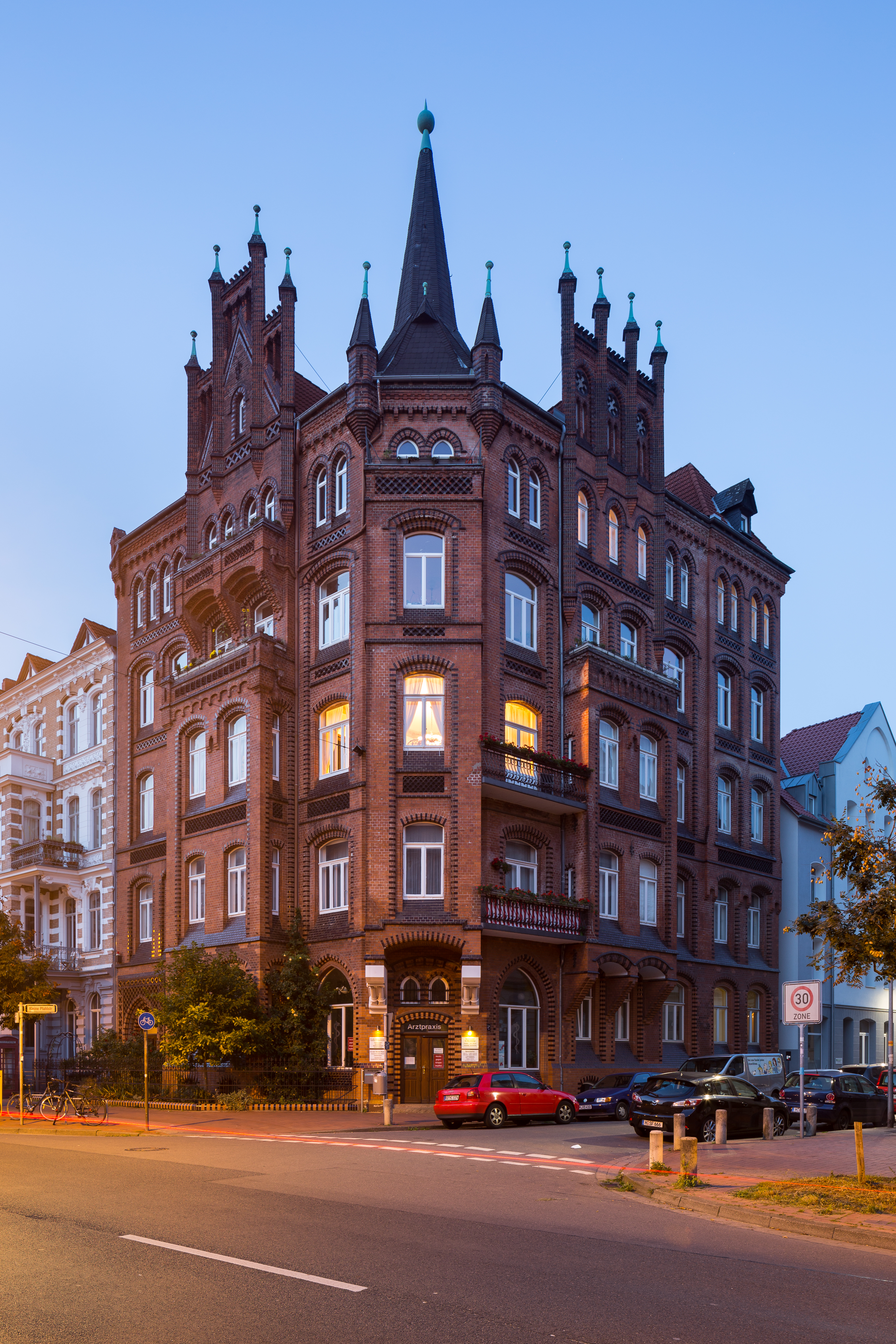
Denkmalgeschütztes Wohnhaus Bödekerstraße 58